# Mosquée Zitouna
La mosquée Zitouna (arabe : جامع الزيتونة), ou mosquée de l'olivier en français, est la principale mosquée de la médina de Tunis.
Rattachée au malikisme, elle est le sanctuaire le plus ancien et le plus vaste de la capitale de la Tunisie. Érigée sur une superficie de quelque 5 000 m2, la mosquée est dotée de neuf entrées et possède 184 colonnes antiques provenant essentiellement du site de Carthage.
La mosquée a longtemps constitué un poste défensif tourné vers la mer, deux tours de surveillance subsistant dans les angles nord-est et sud-est du bâtiment.

## Étymologie
Une légende raconte qu'à l'endroit où se trouve la mosquée se trouvait un lieu de prière antique et un olivier, zitouna en arabe tunisien. L'explication la plus admise a été transmise au XVIIe siècle par l'historien tunisien Ibn Abi Dinar, qui décrit la présence de la tombe de sainte Olive à cet endroit. Des recherches récentes ont montré que la mosquée a bien été construite au-dessus d'une basilique chrétienne. Avec l'avènement de l'islam, la basilique est transformée en mosquée, gardant sa dédicace traduite en arabe.
La sainte est particulièrement vénérée en Tunisie parce qu'il est superstitieusement admis que si le site et sa mémoire sont profanés alors un malheur arrivera ; ceci inclut la croyance que lorsque ses reliques seront récupérées, l'islam prendra fin,. Cette légende liée à la découverte des reliques de la sainte est également répandue en Sicile. Elle est aussi connu pour d'autres saints.
En 1402, le roi Martin Ier de Sicile demande le retour des reliques de sainte Olive au sultan hafside d'Ifriqiya, Abû Fâris, qui le refuse. Des Tunisiens qui la vénèrent encore croient que leur religion disparaîtra lorsque le corps de sainte Olive disparaîtra.

## Histoire

### Fondation
Certaines sources attribuent la fondation de l'édifice au gouverneur omeyyade de Tunis, Abdallah ibn al-Habhab, en 732. C'est le général ghassanide Hassan Ibn Numan, arrivé avec ses compagnons lors de la conquête musulmane du Maghreb, qui réaffecte le lieu de prière antique en 698 puis édifie le monument dès 704. Des recherches ont par ailleurs confirmé que la mosquée a été construite sur les vestiges d'une basilique chrétienne, ce qui conforte la légende rapportée par Ibn Abi Dinar sur la présence du tombeau de sainte Olive (martyrisée sous Hadrien en 138) à l'emplacement de la mosquée.
De la mosquée édifiée sous le règne des Omeyyades, il ne reste presque rien car l'édifice est reconstruit en totalité en 864 sous le règne de l'émir aghlabide Aboul Ibrahim et sur ordre du calife abbasside de Bagdad Al-Musta`in. Une inscription à la base de la coupole du mihrab indique que les travaux ont été exécutés par l'architecte Fathallah.
Il s'agit de la deuxième mosquée construite en Ifriqiya et la deuxième plus grande mosquée de Tunisie après la grande mosquée de Kairouan.

### Remaniements

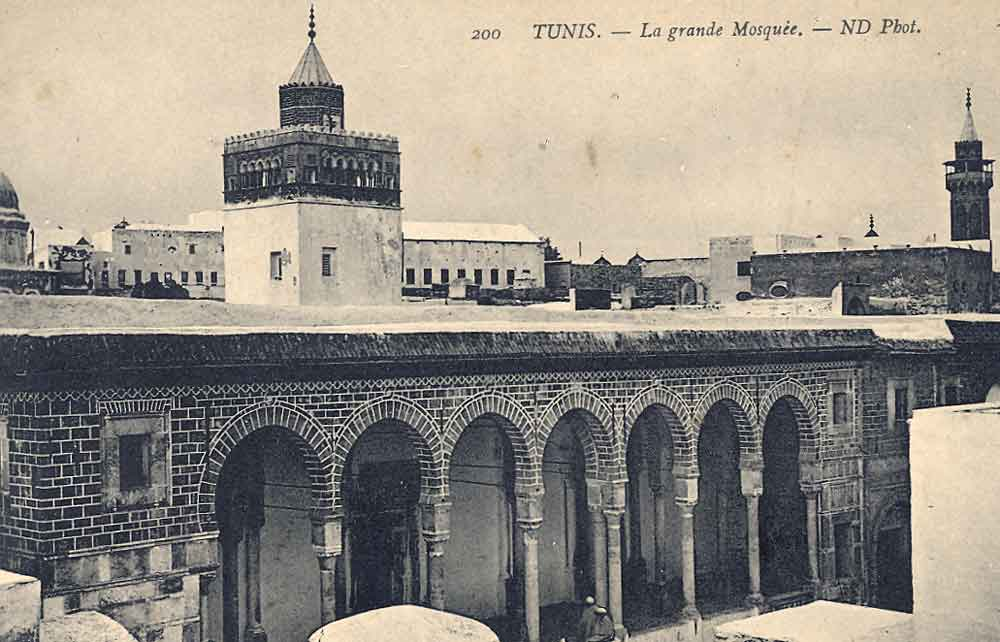
Vue de la mosquée en 1880.

Plan de la mosquée avec son évolution historique.

À partir de sa construction, la mosquée subit des retouches apportées par les différentes dynasties qui se succèdent à la tête de la Tunisie.
En 990, le souverain ziride Mansour ibn Bologhine fait construire la coupole bichrome du bahou, au-dessus de l'entrée de la salle de prière donnant sur la cour. Le sultan hafside Abû `Abd Allah Muhammad al-Mustansir pourvoit la mosquée d'imposantes citernes en 1250. En 1316, la mosquée fait l'objet de restaurations importantes : Abu Yahya Abu Bakr al-Mutawakkil y fait remplacer des poutres et y fait ouvrager les portes qui ferment la salle de prière et les dépendances. Une bibliothèque de style turc est financée par le sultan ottoman Mourad II en 1450.
Après l'occupation espagnole, l'imam d'une mosquée voisine restaure le monument, embellit la zone du mihrab et construit la galerie orientale en 1637.
Enfin, un minaret de style almohade, œuvre des amines Tahar Ben Saber et Sliman Ennigrou, est également ajouté à la mosquée en 1894 à la place du minaret construit sous Hammouda Pacha en 1652. Il fut financé par l'administration des habous et coûta 110 000 francs. On appelle pour la première fois à la prière du haut du nouveau minaret le 26 ramadan 1312 en présence d'Ali III Bey. Après l'indépendance en 1956, les présidents Habib Bourguiba et Zine el-Abidine Ben Ali font effectuer de grands travaux de restauration et de remise en état, notamment durant les années 1960 et 1990.

## Architecture et décoration

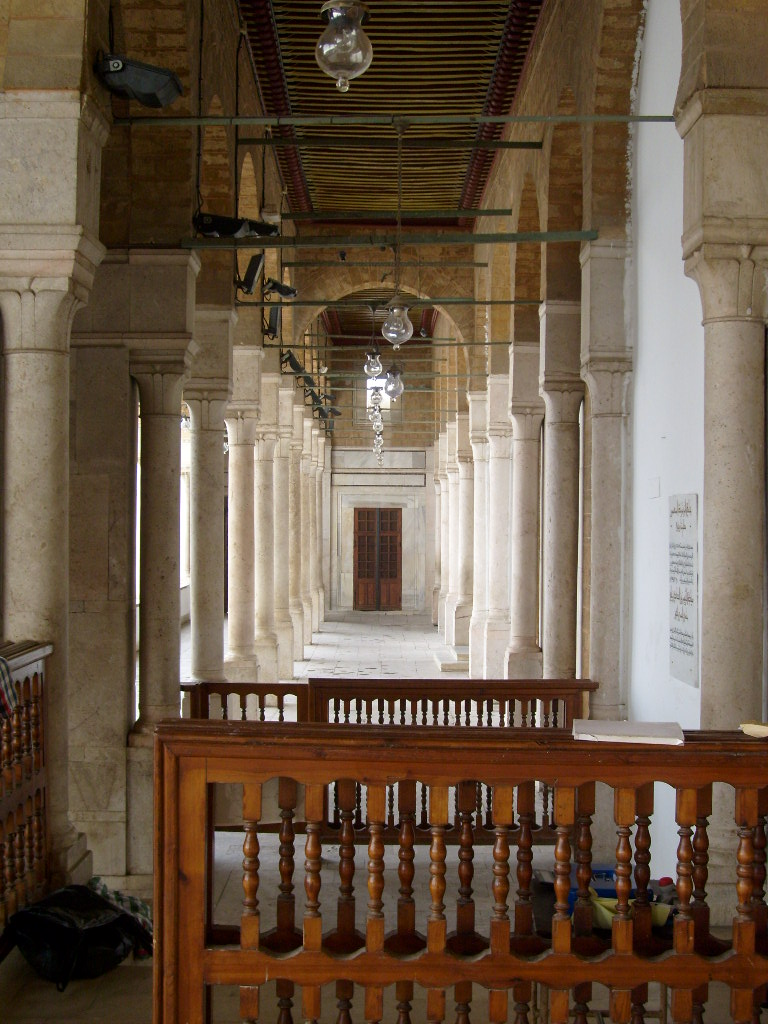
Colonnade hafside sur la façade orientale.

La mosquée Zitouna reprend la typologie des mosquées de Cordoue et Kairouan avec sa cour trapézoïdale encadrée par une galerie du Xe siècle. La galerie servant de narthex repose sur des colonnes et des chapiteaux antiques, les trois autres galeries reposant sur des colonnes à chapiteaux en marbre blanc importés d'Italie au milieu du XIXe siècle. Au milieu de la cour se trouve un cadran solaire qui aidait à fixer les horaires des prières.

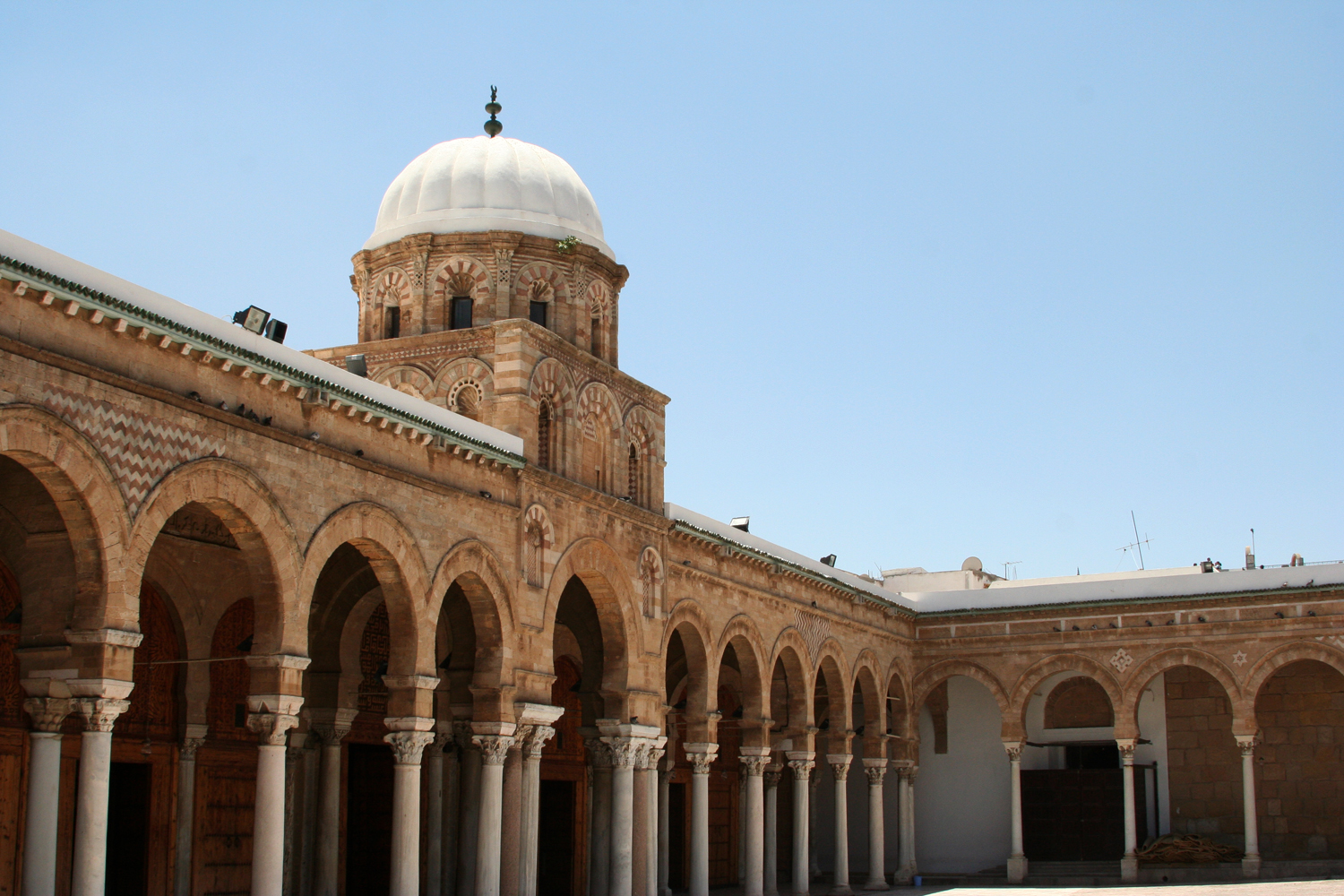
Coupole du bahou surmontant le portique précédant la salle de prière.

La coupole du narthex située à l'entrée de la salle de prière, dite du bahou, dispose d'un décor alternant une pierre ocre et une brique rouge. Les nombreuses niches couvrant la base carrée et le tambour octogonal la rattache à l'art fatimide. La salle de prière hypostyle de forme rectangulaire (56 mètres sur 24) couvre pour sa part 1 344 m2 alors que près de 160 colonnes et chapiteaux antiques délimitent 15 nefs et 6 travées. La nef médiane et la nef transversale du transept, plus larges que les autres (4,80 mètres au lieu de 3 mètres), se croisent devant le mihrab qui est lui-même précédé d'une coupole portant une inscription l'attribuant au calife abbasside Al-Musta`in. Le minaret carré, à l'angle nord-ouest de la cour, haut de 43 mètres, reprend la décoration du minaret almohade de la mosquée de la Kasbah faite d'entrelacs en calcaire sur un fond en grès ocre.
La façade orientale a été complétée par une cour ornée d'une colonnade de style hafside dominant le souk El Fekka.

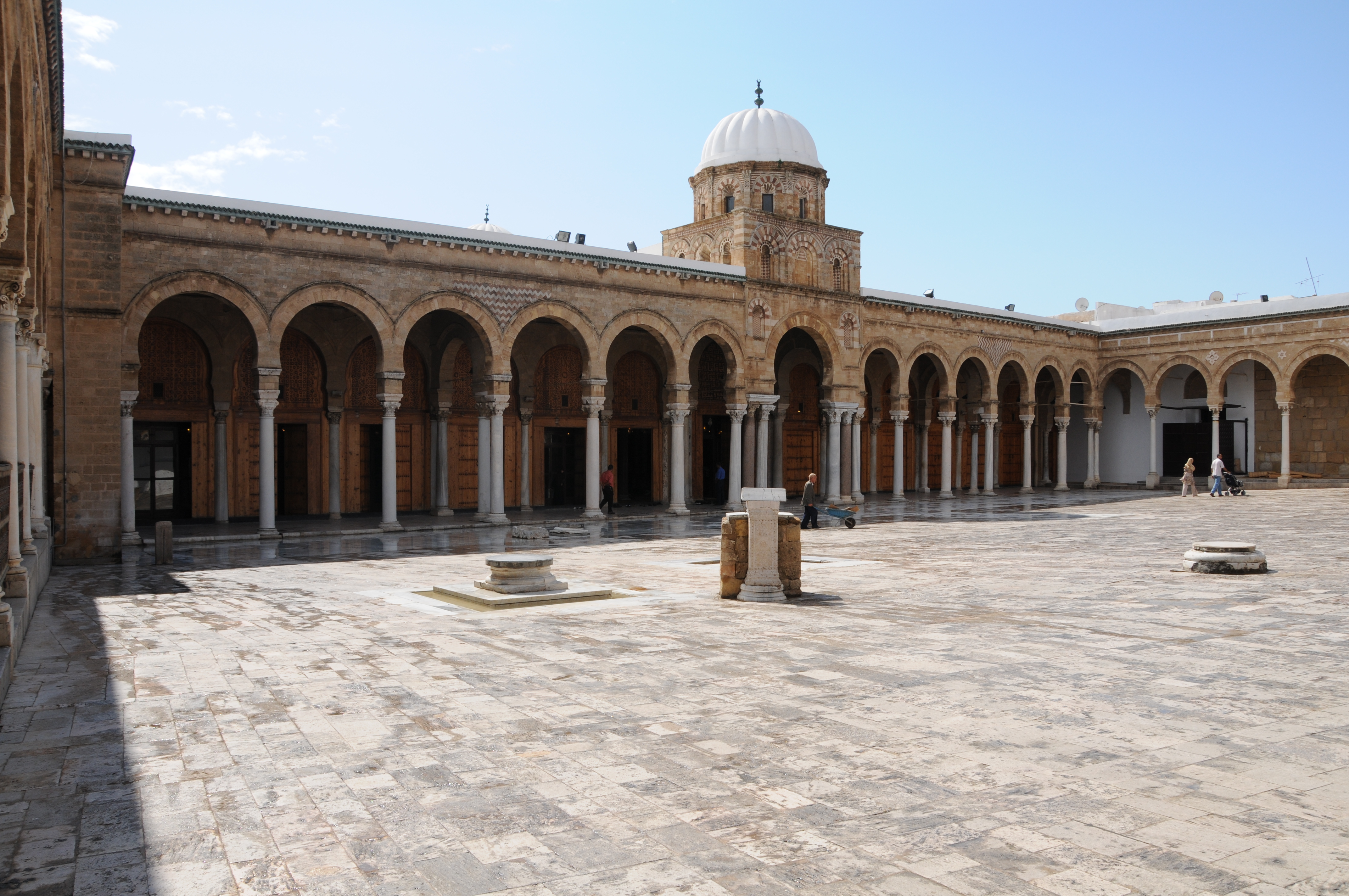
Vue de la cour et du portique (ou galerie narthex) qui précède la salle de prière.
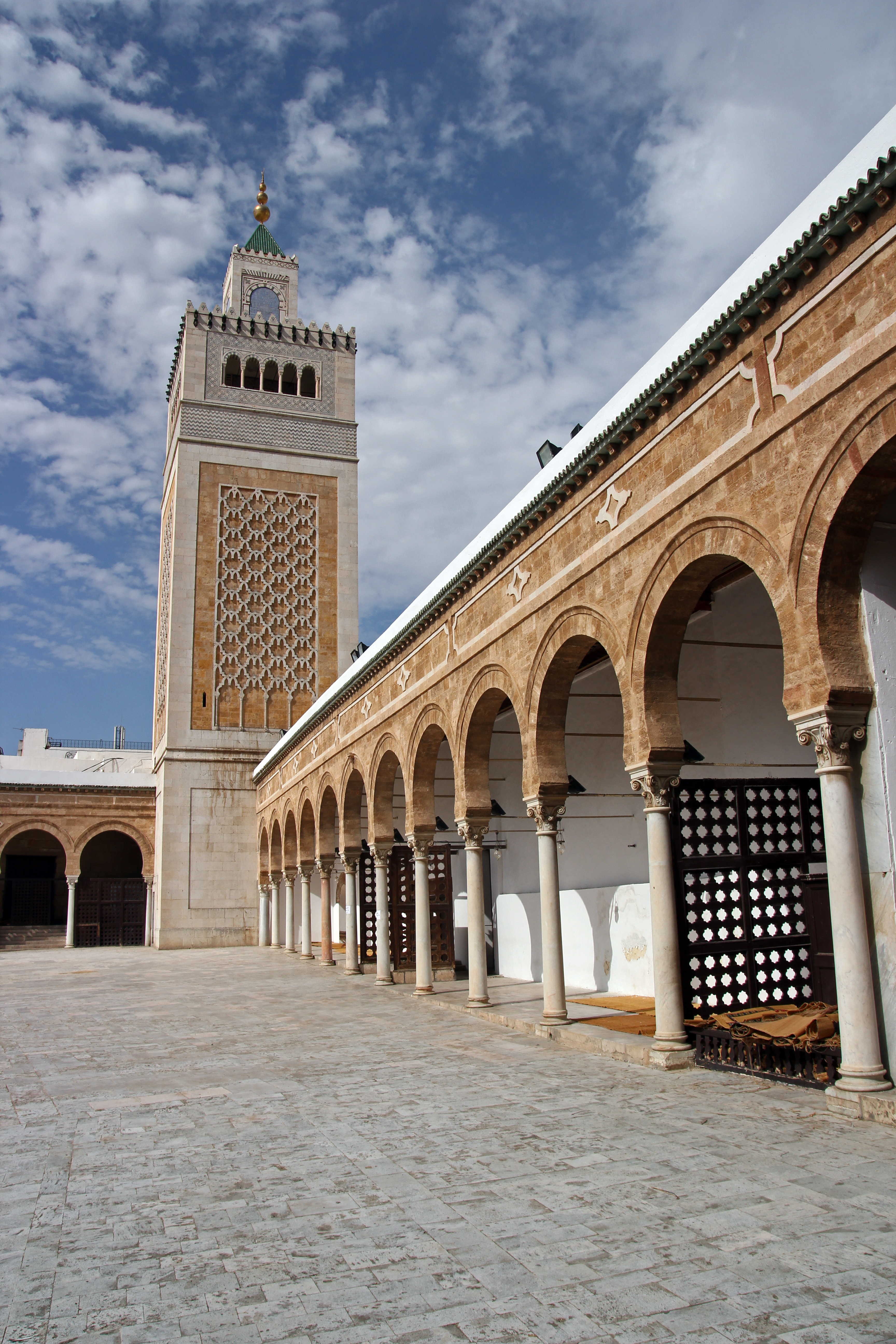
Vue du minaret et d'un portique de la cour.
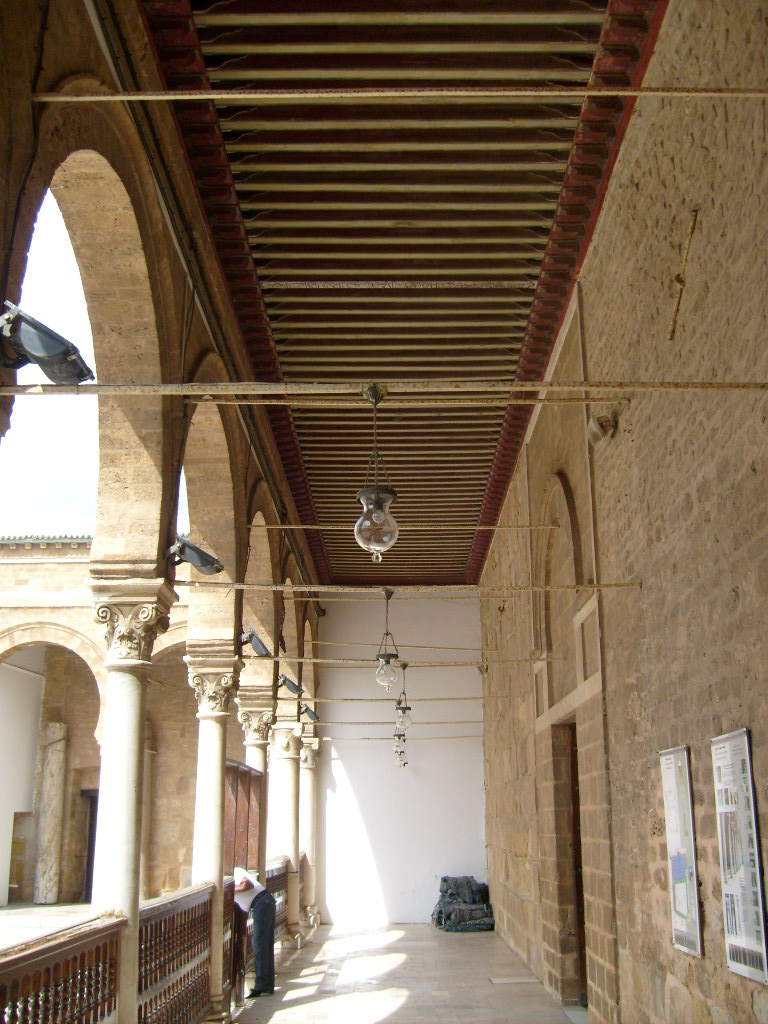
Vue intérieure de l'une des galeries de la cour.
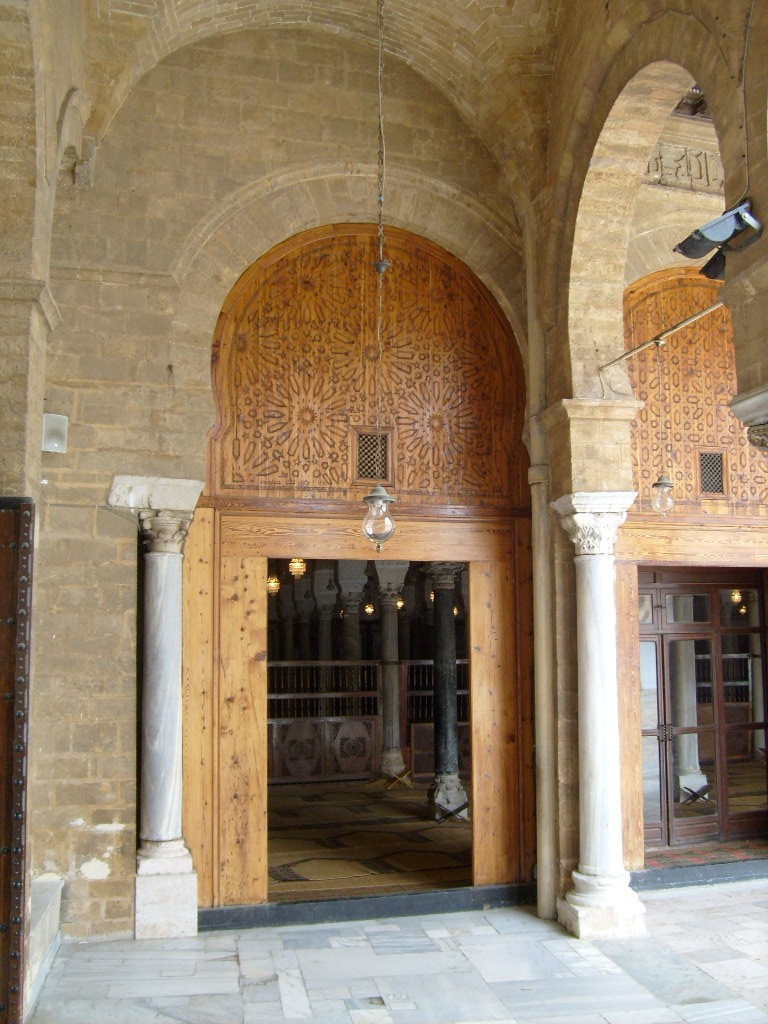
Vue de deux portes en bois sculpté de la salle de prière.
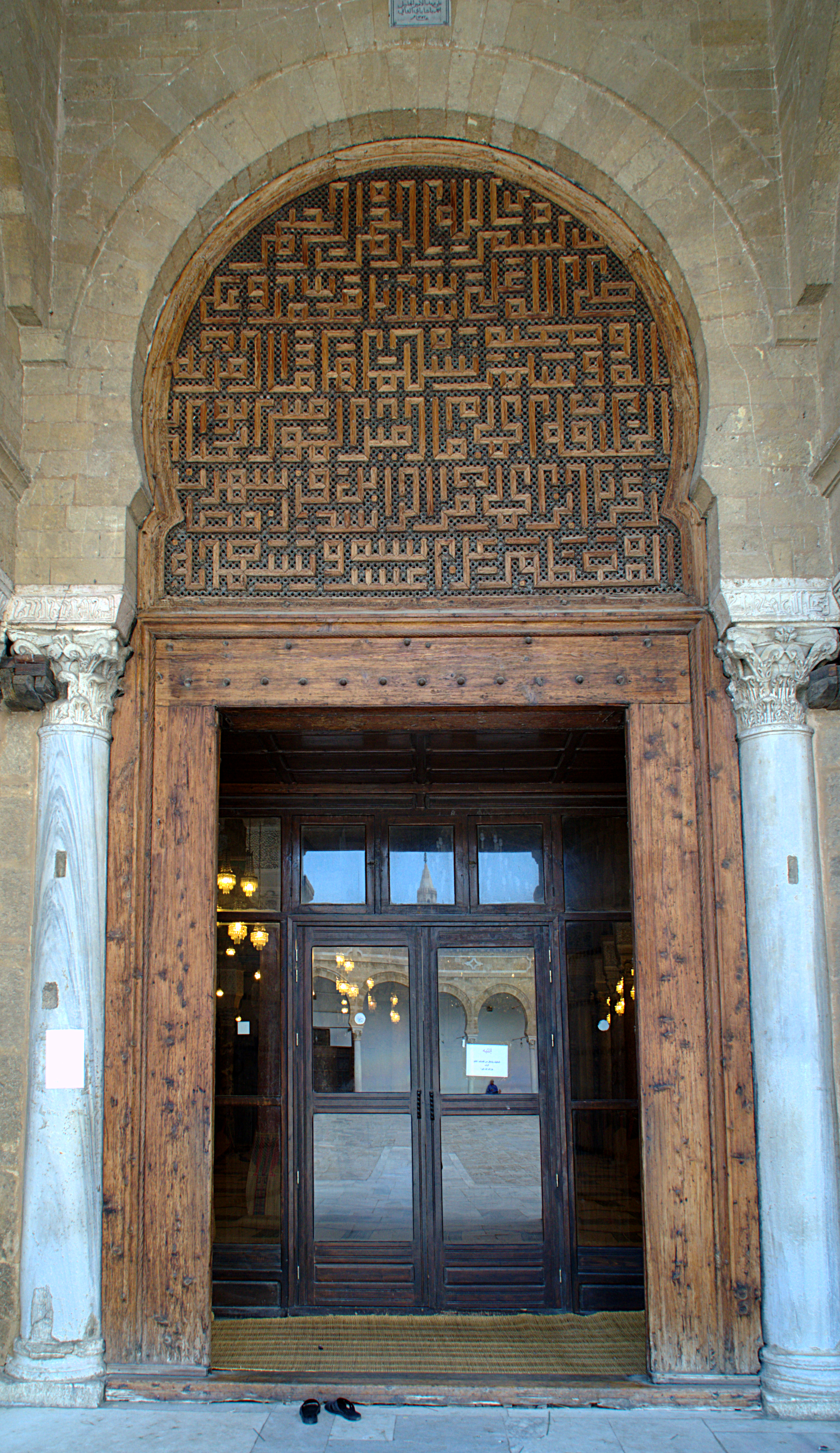
Gros plan sur la porte centrale de la salle de prière.
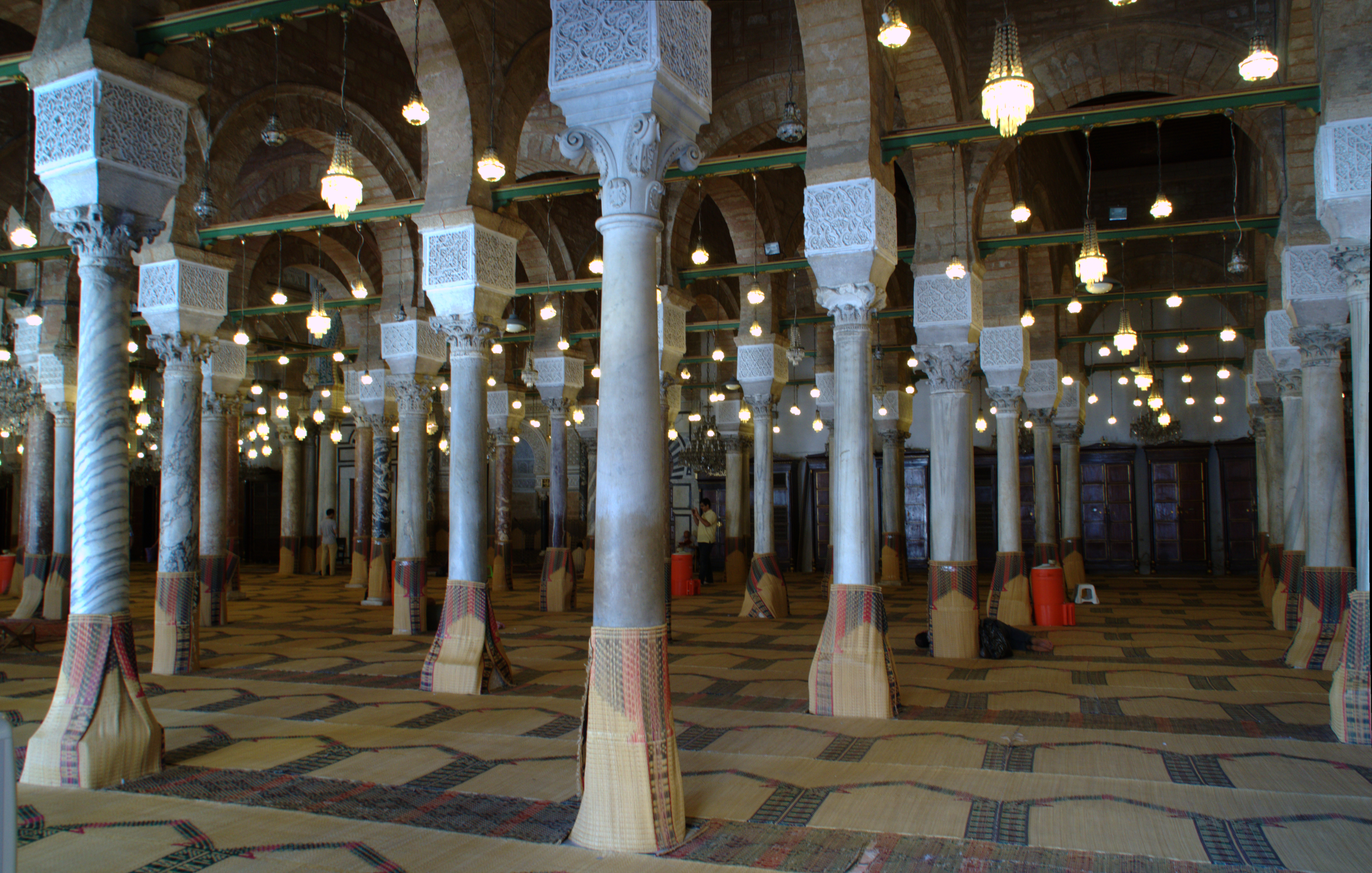
Vue intérieure de la salle de prière.
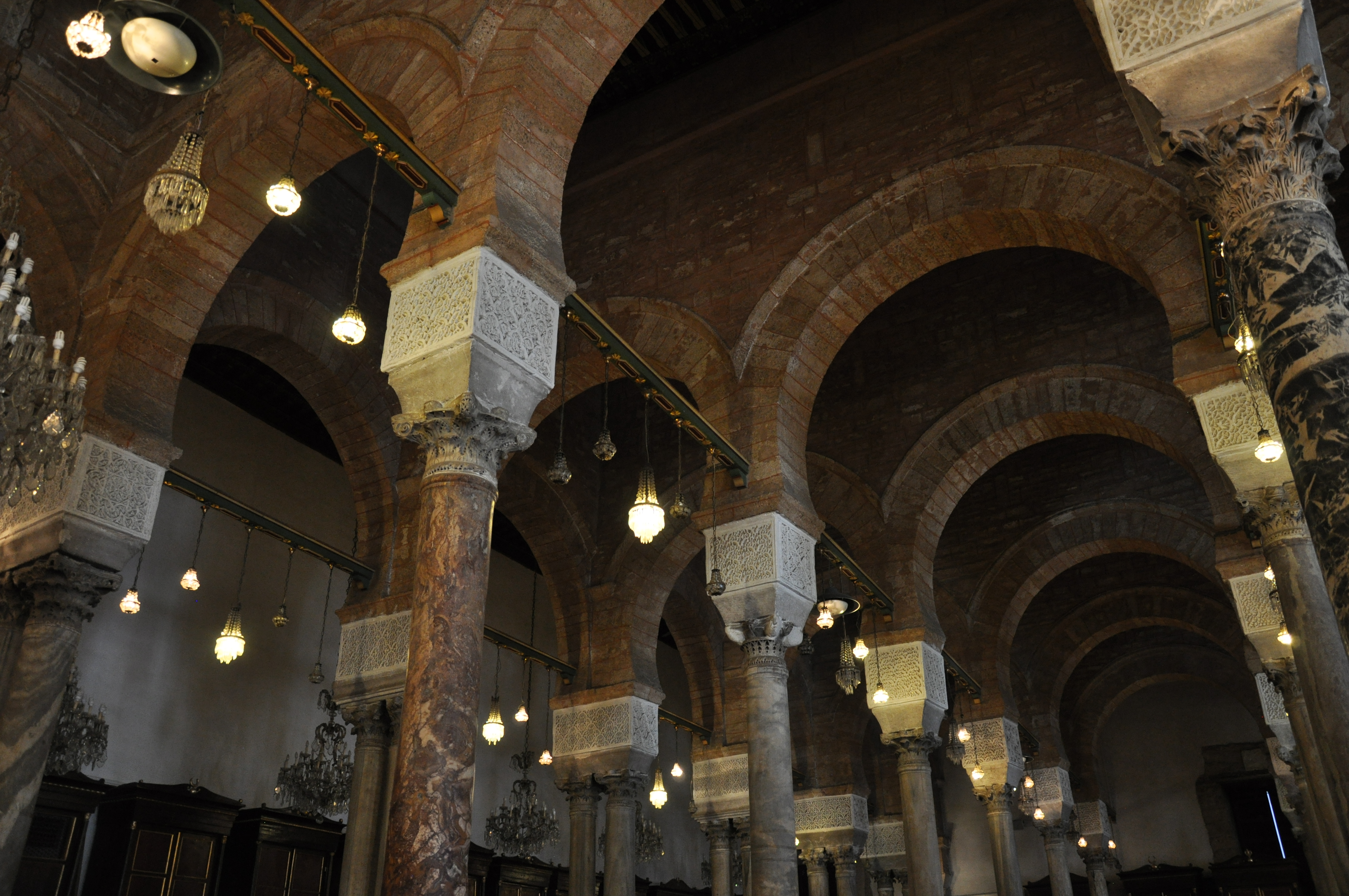
Vue intérieure de la salle de prière.
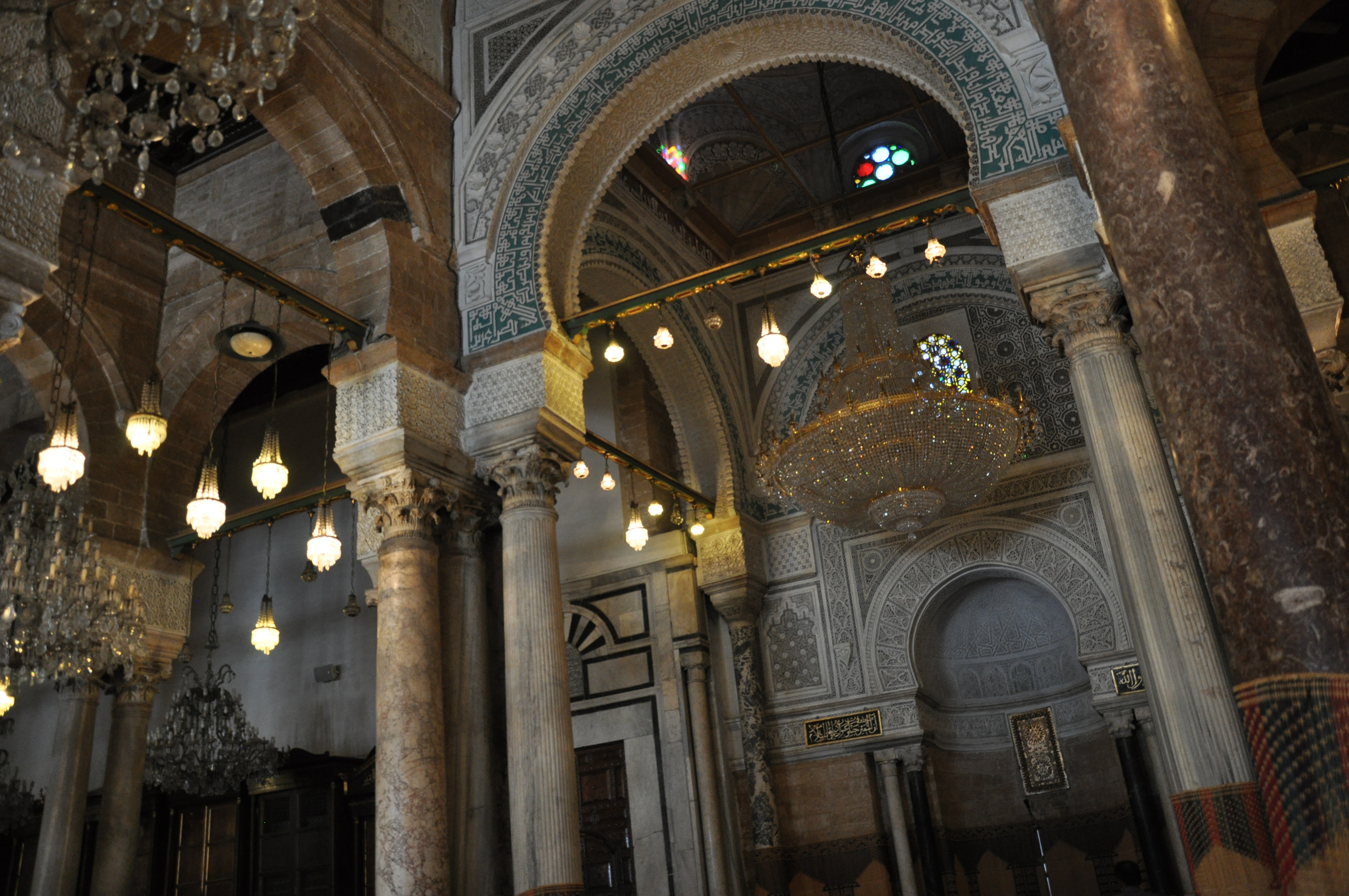
Vue intérieure de la salle de prière.
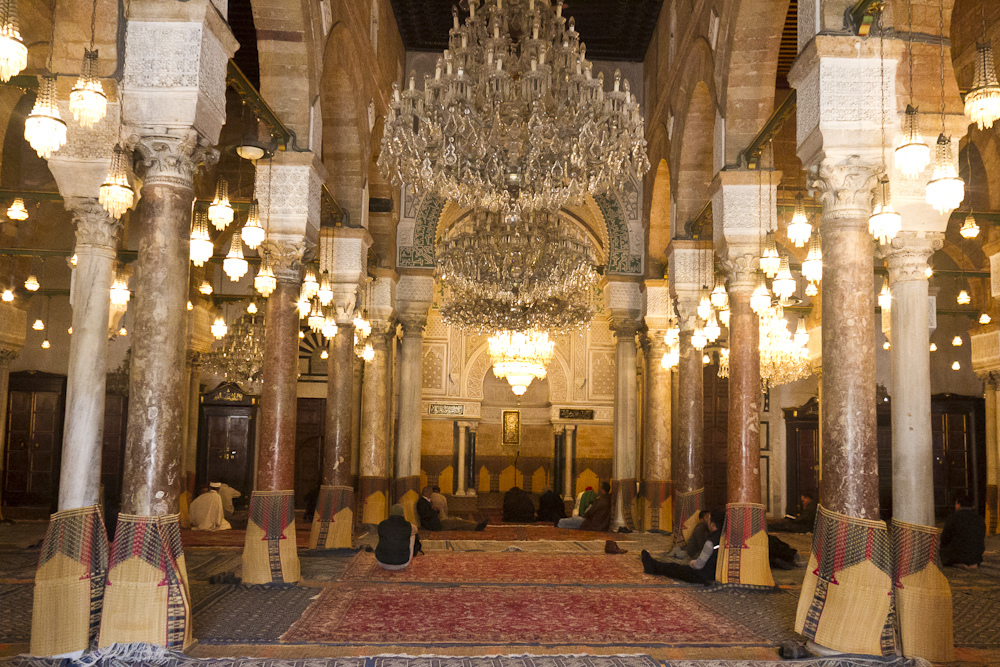
Vue de la nef médiane de la salle de prière.
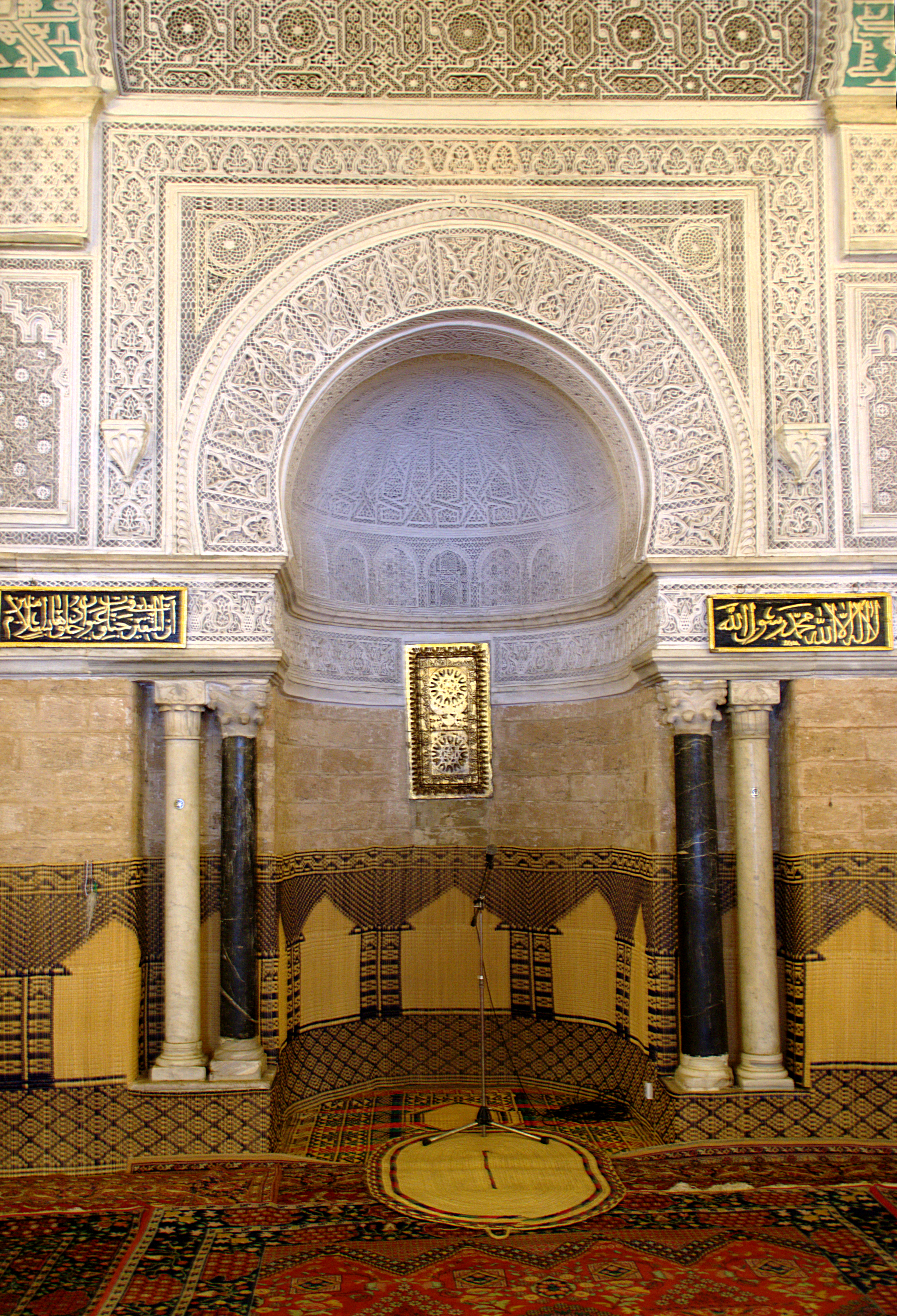
Gros plan sur le mihrab.
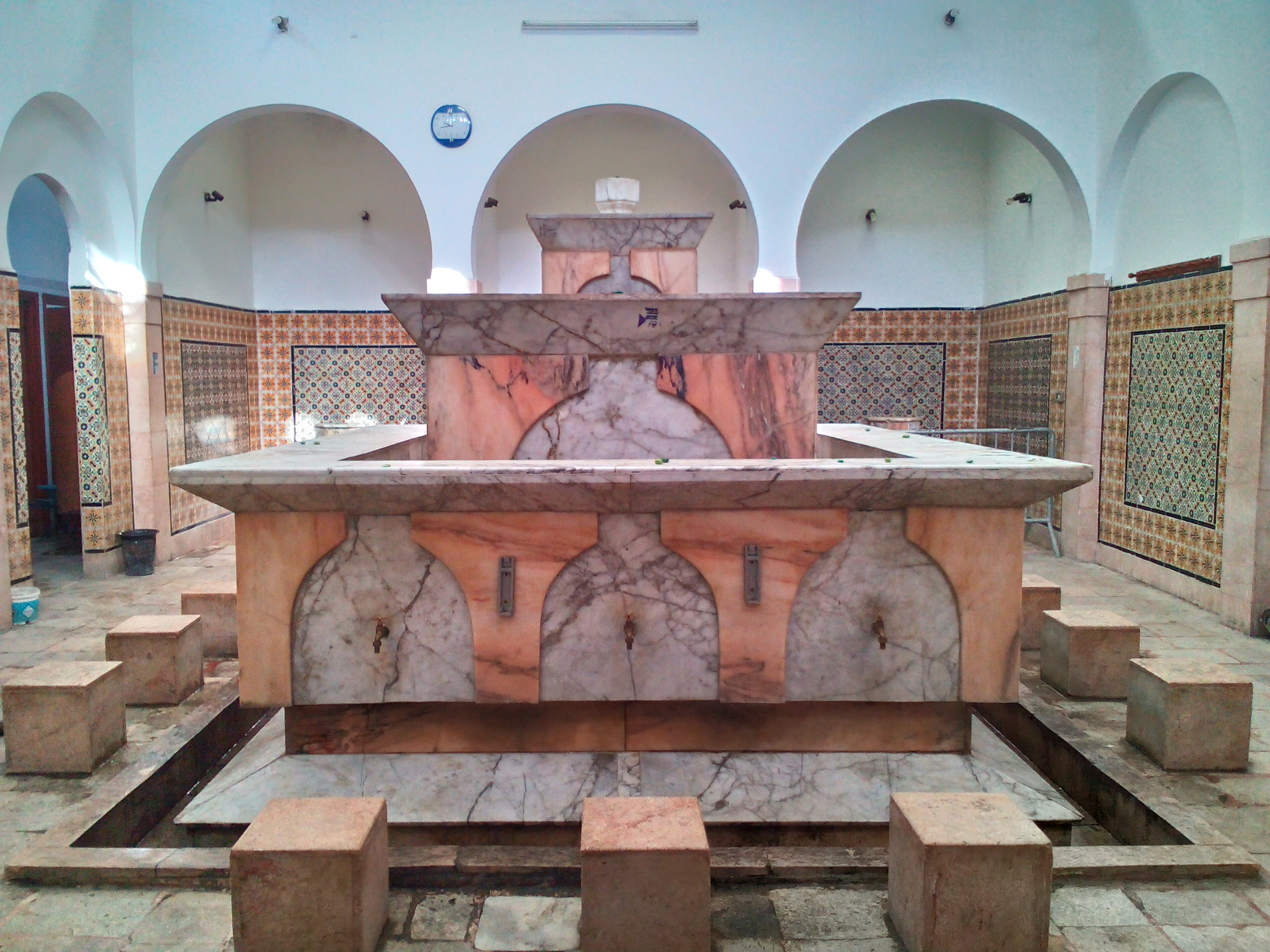
Bassins à ablutions.

## Lieu de culte

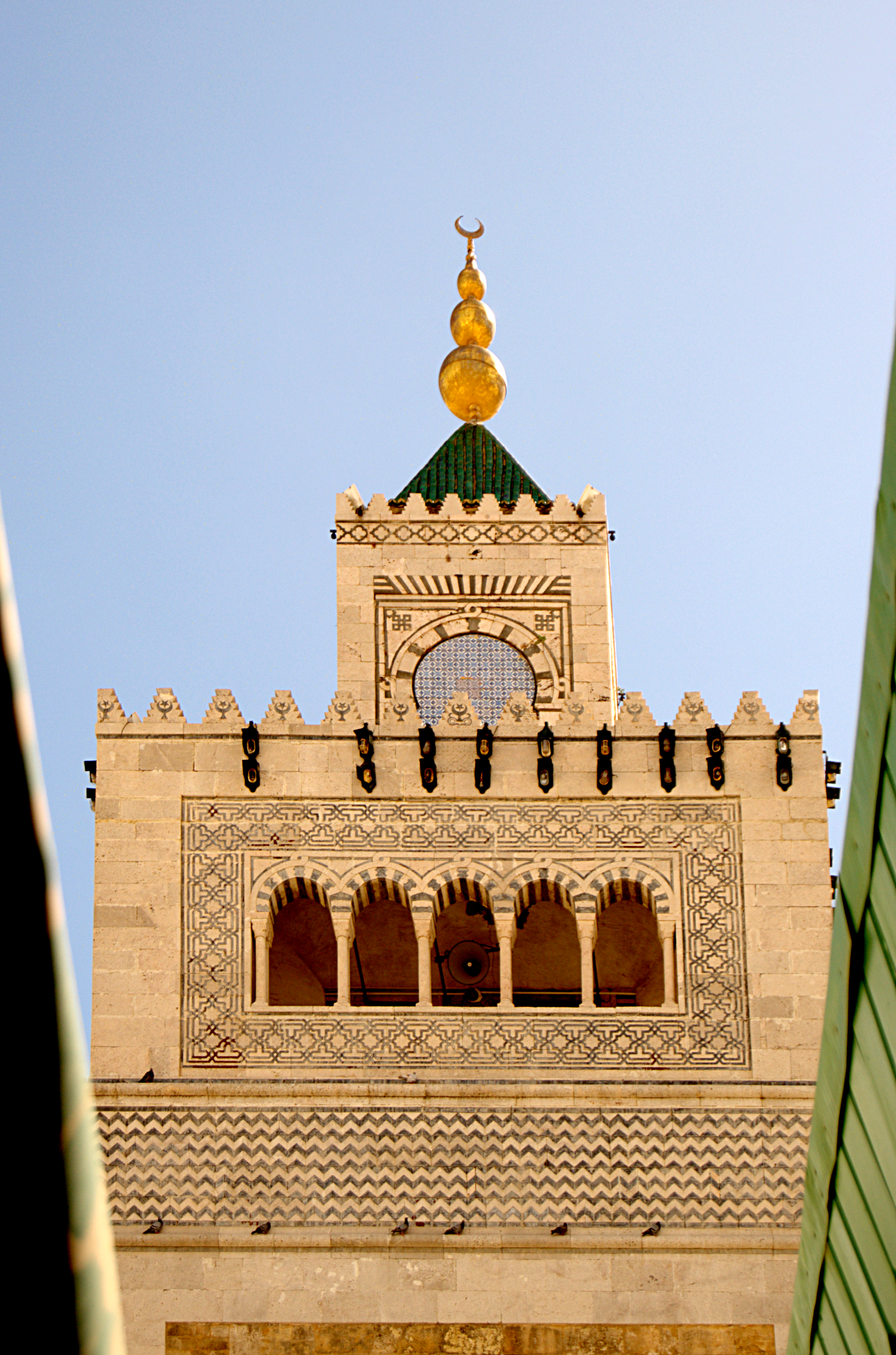
Gros plan sur la partie supérieure du minaret. Celui-ci est inauguré en 1894.

Lieu de culte principal de la ville, on y célèbre de nombreuses cérémonies en présence des autorités religieuses (mufti et imam) et des notables de la capitale. Parmi celles-ci figure le Mouled jadis fêté dans les zaouïas tunisoises puis dans le palais beylical. C'est à l'initiative de Sidi Brahim Riahi que les souverains acceptent de se déplacer à la mosquée pour fêter le Mouled avec leurs sujets.
À en croire les historiens, jamais la prière n'a été interrompue à la mosquée, même durant l'occupation de Tunis par les Espagnols alors qu'une partie de celle-ci, notamment la bibliothèque, avait été incendiée.

## Grands imams
Durant près de deux siècles (1812-2011), les grands imams de la mosquée sont issus principalement de la famille Chérif et de sa branche cadette, la famille Mohsen. Ces deux familles, qui font partie de l'aristocratie tunisoise, sont des dynasties de cheikhs et de théologiens ; elles sont fondées par un ancêtre arrivé à Tunis au XIVe siècle. La branche descendante de Mohsen Chérif porte le nom de Mohsen.
- ?-1401 : Ibn Arafa
- 1401-1412 : El Ghabrini
- 1412-1439 : El Borzali
- 1439-1442 : Aboul Kacem El Qsantini
- 1442-1444 : Omar Kalchani
- 1444-1447 : Mohamed Mosrati El Kairaouani
- 1447 : Mohamed Ibn Ikab
- 1447-1449 : Mohamed El Ouancharissi
- 1449-1454 : Abdallah Bouhaïri
- 1454-1459 : Ahmed Kalchani
- 1459-1573 : période instable due à la conquête espagnole
- ?-? : Ahmed Mosrati
- ?-? : Mohamed Kalchani
- ?-? : Mohamed Rassâa
- ?-1573 : Mohamed Asfouri (Ibn Asfour)
- 1573-1608 : Mohamed El Andolsi
- 1608-1624 : Abou Yahia Rassâa
- 1624-1812 : famille Bokri
- ?-? : Ali Tej El Arifin Bokri (ar)
- ?-? : Abou Bakr Bokri
- ?-? : Ali Bokri
- ?-? : Abou El Ghayth Bokri
- ?-? : Hammouda El Rigli El Andalousi
- ?-? : Othmane Bokri
- ?-? : Hammouda Bokri
- 1812-1819 : Hassan Chérif
- 1819-1839 : Mohamed Chérif
- 1839-1851 : Sidi Brahim Riahi
- 1851-1868 : Mahmoud Mohsen
- 1868-1871 : Mohamed Ben Mohamed Mohsen
- 1871-1874 : Salah Ennaifer
- 1874-1890 : Mohamed Chérif
- 1890-1919 : Ahmed Chérif
- 1919-1951 : Hamda Chérif
- 1951-1953 : Mahmoud Mohsen
- 1953-1957 : Mustapha Mohsen (1re fois)
- 1957-1961 : Mohmed El Béchir Ennaifer
- 1961-1980 : Mustapha Mohsen (2e fois)
- 1980-1988 : Abdelkebir Chérif
- 1988-2012 : Ahmed Chérif
- 2012-2015 : Houcine Laâbidi
- depuis 2015 : Mohamed Chérif (grand imam honoraire), Hichem Ben Mahmoud (premier imam), Mohamed El Kamel Saâda (deuxième imam) et Jaâfer Chérif (troisième imam)

## Université
La mosquée n'a pas seulement été un lieu de culte mais abrita aussi une grande université islamique et un centre politico-religieux où se négociaient accords commerciaux et autres transactions marchandes avant que le caractère sacré du lieu ne délocalise cette dernière activité dans les souks voisins.
Dans les siècles qui suivent, des générations de savants y dispensent leurs enseignements religieux (notamment la jurisprudence islamique), littéraires et scientifiques. Chaque cheikh s'adossait à une colonne autour de laquelle il disposait sa halqa, ses étudiants rassemblés autour de lui en petits cercles concentriques, jambes croisées ou agenouillés.
L'institution a formé de nombreux imams comme Ibn Arafa, un contemporain d'Ibn Khaldoun, et de nombreux promoteurs d'une renaissance arabo-musulmane. En 1830, les muftis de la mosquée promulguent une fatwa reconnaissant la validité de la théorie héliocentrique de Galilée.
En 1958, le sécularisme et l'unification du système éducatif prônés par Bourguiba mettent fin à la vocation universitaire de la mosquée. Les cours sont transférés à la faculté de théologie nouvellement créée puis, en 1988, dans les locaux de la nouvelle université recréée sous l'impulsion du président Ben Ali.